# L'Équipier (film, 2004)
Pour les articles homonymes, voir Équipier.
Pour le film de 2020, voir L'Équipier (film, 2020).
 (février 2019).
Si vous disposez d'ouvrages ou d'articles de référence ou si vous connaissez des sites web de qualité traitant du thème abordé ici, merci de compléter l'article en donnant les références utiles à sa vérifiabilité et en les liant à la section « Notes et références ».
Pour plus de détails, voir Fiche technique et Distribution.
L'Équipier est un film français de Philippe Lioret, réalisé en 2004.

## Synopsis
Camille revient en Bretagne pour vendre la maison de famille, située sur l’île d’Ouessant. Des acheteurs venus de Paris se présentent, elle a rendez-vous le lendemain, chez le notaire à Brest. Ayant décidé de passer une dernière nuit dans la maison de son enfance, elle trouve un livre qui narre une histoire bouleversante, à laquelle sont mêlés ses parents, un étranger et les îliens.
En 1963, son père, Yvon Le Guen, est gardien-chef au phare de la Jument, et sa mère, Mabé, employée dans une conserverie. Arrive sur l’île Antoine Cassenti. Blessé pendant la guerre d'Algérie, il est envoyé par l’administration pour faire équipe avec Yvon, après avoir suivi une formation à Brest. Originaire de Touraine, il est mal accepté par la population, d’autant que son poste est convoité par le fils d’un autre gardien. Alors que les deux hommes apprennent à cohabiter et à se connaître, une forte attirance s’installe entre le nouveau venu et Mabé Le Guen. Totalement rejeté, Antoine s’en va.
Sur le bateau qui la ramène vers le continent, Camille décide de conserver la maison et annule le rendez-vous avec le notaire.

## Fiche technique
- Titre original : L’Équipier
- Réalisation : Philippe Lioret, assisté de Olivier Coutard
- Scénario : Philippe Lioret, Emmanuel Courcol, Gilles Legrand et Christian Sinniger
- Direction artistique : Yves Brover
- Costumes : Pierre Bechir
- Photographie : Patrick Blossier
- Montage : Mireille Leroy
- Son : Jean-Marie Blondel, Germain Boulay et Éric Tisserand
- Musique : Nicola Piovani
- Production : Nord-Ouest Production, France 2 Cinéma, Studiocanal
- Producteur : Christophe Rossignon
- Distribution : Mars Distribution
- Pays :  France
- Genre : comédie dramatique
- Durée : 94 minutes
- Date de sortie : 
  - France - 3 novembre 2004

## Distribution
- Grégori Derangère : Antoine Cassenti
- Philippe Torreton : Yvon Le Guen
- Sandrine Bonnaire : Mabé Le Guen
- Émilie Dequenne : Brigitte
- Anne Consigny : Camille
- Martine Sarcey : Jeanne (âgée)
- Nathalie Besançon : Jeanne
- Christophe Kourotchkine : Lebras
- Jean Sénéjoux : Rémi
- Thierry Lavat : Tinou
- Éric Bonicatto : Jo
- Béatrice Laout : Nicole
- Frédéric Pellegeay : Théo
- Bernard Mazzinghi : André
- Christophe Rossignon : le pompier
- Nadia Barentin : Huberte
- Blandine Pélissier : Christiane
- Emmanuel Courcol : le curé
- Alain Legodec : patron de la Velléda
- Éric Herson-Macarel : Laurent
- Gilles Masson : Jean-Pierre Menguy
- Stéphane Butet : Kerbrat
- Vincent Martin : Alain
- Thierry Barbet : Jean
- Nicolas Bridet : Jean-Mi
- Marie Rousseau : l'acheteuse
- Patrick Zard : l'acheteur
- Bernard Spiegel : l'entrepreneur
- Francia Seguy : Mémé
- Agnès Akopian : Mme Lebras
- Fanny Drouin : Hélène
- Olivier Thomas : le matelot de la Velléda

## Production

### Lieux de tournage
- Mer d'Iroise
- Ouessant
- Phare de la Jument
- Le décor de la tête du phare de la Jument près du phare de la pointe de Corsen.
- Le stade municipal de Crespières dans les Yvelines pour les scènes du bal du 14 juillet.

## Musique
Sauf indication contraire, les informations mentionnées dans cette section peuvent être confirmées par le générique de fin de l'œuvre audiovisuelle présentée ici, ainsi que par la base de données cinématographiques IMDb,  présente dans la section « Liens externes ».
- Les Crayons par Bourvil de 1945.
- C'est l'Piston par Bourvil.
- Diar Breizh Trema Iwerzon.
- Rosy Mac Gann.
- Le Lit du diable.
- Nel dì della vittoria io le incontrai de l'Acte I de Macbeth de Giuseppe Verdi de 1847.

## Accueil

### Accueil critique
En France, le site Allociné propose une note moyenne de 3,7⁄5 à partir de l'interprétation de critiques provenant de 18 titres de presse.

## Distinctions
Le film a obtenu trois nominations aux Césars en 2005 :
- meilleur acteur pour Philippe Torreton ;
- meilleure musique pour Nicola Piovani ;
- meilleur second rôle féminin pour Émilie Dequenne.

## Analyse
C’est l'histoire classique du rejet d'un étranger  par une communauté fermée, sentiment d'autant plus oppressant que cette société est insulaire et que le lieu de travail est un phare en mer.  Seules deux femmes sont attirées par lui et Mabé Le Guen aura avec lui une brève étreinte, avant qu’il ne quitte Ouessant pour toujours.
Le scénario reprend l'histoire que raconte Sandrine Bonnaire dans Mademoiselle, que Philippe Lioret a mis en scène trois ans auparavant.

### Erreurs et incohérences
Une « distraction » montre parfois Antoine avec la main droite bandée alors que sa main blessée est le plus souvent la gauche. Dans le DVD du film, le réalisateur Philippe Lioret explique que pour des raisons d'esthétique de l'image, liée au décor naturel, il a pris sur lui de retourner les images de la balade à vélo, en disant « tant pis, je prends le risque », inversant ainsi la droite et la gauche.